# Ritratto di Nush Eluard
Ritratto di Nush Eluard è un dipinto a olio su tela (203x188 cm) realizzato nel 1937 dal pittore spagnolo Pablo Picasso. È conservato nel Musée National Picasso di Parigi.
La donna ritratta è la moglie del poeta Paul Éluard. Due luci diverse - una solare, l'altra lunare - investono il viso della donna, creando un effetto di divisione del volto.